# تمرد تايبينغ
كان تمرد تايبينغ حربًا أهلية واسعة النطاق في جنوب الصين، وامتد من سنة 1850 إلى سنة 1864، ضد حكم مملكة كينغ بقيادة المانشو. كان هذا التمرد بقيادة المهرطق المسيحي المتحول عن دينه هونغ شيوكوان، الذي ادعى أنه الشقيق الأصغر لـيسوع المسيح بعد أن زعم نزول وحي السماء عليه. توفي نحو 20 مليون شخص معظمهم من المدنيين في ذلك التمرد، في واحد من أكثر الصراعات العسكرية دموية في التاريخ.
أنشأ هونغ مملكة تايبينغ السماوية واتخذ من نانجينغ عاصمة لها. سيطر جيش المملكة على أجزاء كبيرة من جنوب الصين، حيث ضم في ذروة قوته نحو 30 مليون شخص.[بحاجة لمصدر] حاول المتمردون إجراء إصلاحات اجتماعية لإيمانهم «بالملكية المشتركة» واستبدال ديانات الكونفشيوسية والبوذية والدين الشعبي الصيني بنمط ما من أنماط المسيحية. كان رفضهم ارتداء الضفيرة هو ما جعل أسرة تشينغ تلقب قوات تايبينغ بلقب «طوال الشعر» ((بالصينية المبسطة: 长毛; بالصينية التقليدية: 長毛; البينيين: Chángmáo)) حاصرت قوات تشينغ مناطق تايبينغ في معظم فترات التمرد. وقامت حكومة تشينغ بسحق المتمردين في نهاية المطاف بمساعدة من القوات الفرنسية والبريطانية.[بحاجة لمصدر]
وفي القرن العشرين، رأى صن يات سين، مؤسس الحزب القومي الصيني، أن هذا التمرد كان مصدر إلهام، كما مجّد الزعيم الصيني ماو تسي تونغ من عمل متمردي تايبينغ وقال إنها بطولات ثورية مبكرة ضد فساد نظام الإقطاع.

## خلفية تاريخية

### الأصول
عانت سلالة تشينغ الحاكمة في أوائل القرن التاسع عشر حتى منتصفه من سلسلة من الكوارث الطبيعية، والمشاكل الاقتصادية، والهزائم التي منيت بها على يد قوى العالم الغربي، وخاصة الهزيمة المذلة التي ألحقتها بها الإمبراطورية البريطانية في حرب الأفيون الأولى عام 1842. كان المزارعون مثقلين بالضرائب، وأسعار الإيجارات آخذة بالارتفاع، كما هرب عدد كبير من الفلاحين وهجروا أراضيهم. تفاقمت هذه المشاكل بسبب عدم التوازن التجاري الناجم عن الاستيراد غير المشروع والكبير للأفيون. شاعت السرقة وقطاع الطرق، كما تشكلت الجمعيات السرية ووحدات الدفاع عن النفس، الأمر الذي أدى إلى صراعات صغيرة النطاق.
من ناحية أخرى، ازاد عدد سكان الصين بشكل كبير، إذ تضاعف تقريبًا بين عامي 1766 و1833، في حين كانت مساحة الأراضي المزروعة ضئيلة. أصبحت الحكومة، بقيادة سلاسة مانشو، فاسدة بشكل متزايد. كان المناهضون للمانشو أقوى في جنوب الصين بين شعوب الهاكا، وهم مجموعة فرعية من شعوب الهان الصينية. من ناحية أخرى، بدأت المسيحية في إحداث غارات في الصين.
في عام 1837، أخفق هونج شيوشيان، وهو من سلالة الهاكا من قرية جبلية فقيرة، مرة أخرى في اختبارات الامبراطورية، الأمر الذي أحبط طموحه بأن يصبح مسؤولًا في الخدمة المدنية.
عاد إلى بيته، مرض وقعد طريح الفراش لعدة أيام، حلم خلالها برؤىً مبهمة. في عام 1843، بعد أن قرأ بعناية كتيبًا تلقاه قبل سنوات من مبشر مسيحي بروتستنتي، أعلن هونج شيوشيان أنه أدرك الآن أن رؤاه تعني أنه الأخ الأصغر ليسوع، وأنه أُرسل إلى الصين لتخليصها من «الشياطين»، بما في ذلك حكومة تشينغ الفاسدة والتعاليم الكونفوشية.
في عام 1847، ذهب هونج إلى غوانزو، حيث درس الكتاب المقدس مع إيساشار جاكس روبرتس، وهو مبشر معمداني أمريكي. رفض روبرتس تعميده، وقال لاحقًا أن أتباعه «مصممون على جعل دعواهم الدينية المثيرة للسخرية تخدم غرضهم السياسي».
بعد أن بدأ هونج بالتبشير والوعظ في جميع أنحاء قوانغشي عام 1844، أسس تابعه فنغ يونشان جمعية عبادة الله، وهي حركة تلت اندماج هونج في المسيحية، والطاوية، والكونفوشية، والمليارية المحلية، التي قدمها هونج لاستعادة الإيمان الصيني القديم في شانغدي. يقول أحد المؤرخين: «تطور إيمان التايبينغ إلى دين صيني جديد ديناميكي... مسيحية التايبنغ». نمت الحركة في البداية عبر قمع مجموعات من اللصوص والقراصنة في جنوب الصين أواخر عام 1840، ثم قمعتها سلطات تشينغ لتنشأ حرب عصابات ثم حرب أهلية واسعة. في النهاية، ادعى اثنان آخران من عباد الله امتلاكهما القدرة على التكلم كعناصر في الثالوث المقدس، إذ ادعى يانغ شيوتشينغ أنه الله الأب، في حين ادعى شياو شاوغي أنه يسوع المسيح.

### السنوات المبكرة
بدأ تمرد تايبينغ في مقاطعة قوانغشي الجنوبية، عندما شن المسؤولون المحليون حملة اضطهاد ديني ضد جمعية عبادة الله. في أوائل يناير 1851 وبعد معركة صغيرة في أواخر ديسمبر 1850، هاجم جيش متمرد من 10,000 فرد، نظمه فنغ يونشان ووي تشانغ، قوات تشينغ المتمركزة في جينتيان (حاليًا مدينة جويبينغ في قوانغشي). نجحت قوات تايبينغ في صد محاولة الانتقام الإمبراطوري التي شنتها القوات القياسية الخضراء التابعة لجيش أسرة تشينغ ضد انتفاضة جينتيان.
في عام 1853، انسحب هونج شيوشيان من التحكم بالسياسات والإدارة، إلى التحكم حصرًا بالإعلانات المكتوبة. كان يعيش في رفاهية، مع عدد من النساء في حجرته الداخلية، وكثيرًا ما كان يصدر قيودًا دينية. اختصم مع يانغ شيوتشينغ، الذي تحدى سياساته غير العملية في كثير من الأحيان، وشكك في طموحات يانغ وشبكته الواسعة من الجواسيس ومطالبته بالسلطة عند «التكلم كالله».
أدت هذه التوترات إلى حادث تيانجين عام 1856، الذي ذبح فيه وي تشانغ، وشين ريغانغ، يانغ وأتباعه بأمر من هونج شيوشيان. أدى اعتراض شي داكاي على سفك الدماء إلى مقتل أسرته وحاشيته على يد شين ووي، الذي عزم في النهاية على حبس هونج. أُحبطت خطط وي في النهاية، وأعدمه هونج مع شين. مُنح شي داكاي السيطرة على خمسة جيوش تايبينغ، دُمجت لاحقًا في جيش واحد. لكن خوفًا على حياته، غادر تيانجين وتوجه غربًا باتجاه سيتشوان.
مع انسحاب هونج وخروج يانغ من الصورة، حاول بقية قادة تايبينغ توسيع دعمهم الشعبي وإقامة تحالفات مع القوى الأوروبية، ولكنهم فشلوا في كلتا الحالتين، إذ قرر الأوروبيون أن يظلوا حياديين رسميًا، رغم أن المستشارين العسكريين الأوروبيين خدموا لصالح جيش تشينغ.
في داخل الصين، واجه التمرد مقاومة من الطبقات الريفية التقليدية بسبب عدائه للعادات الصينية والقيم الكونفوشية، ووقفت الطبقة العليا المالكة للأراضي، التي لم تزعزعها أيديولوجية تايبينغ وسياسة الفصل الصارم بين الجنسين، حتى بالنسبة للمتزوجين، إلى جانب القوات الحكومية وحلفائها الغربيين.
في هونان، أصبح جيش محلي غير نظامي، يسمى جيش شيانغ أو جيش هونان تحت القيادة الشخصية لتسنغ جوفان، القوة المسلحة الرئيسية التي تقاتل لصالح تشينغ ضد تمرد تايبينغ. أثبت الجيش فعاليته في منع تقدم قوات تايبينغ تدريجيًا في الجبهة الغربية للحرب، واستعاد في النهاية الكثير من مناطق مقاطعتي خوبي وجيانغشي.
في ديسمبر 1856، استعادت قوات تشينغ السيطرة على وتشانغ للمرة الأخيرة. استولى جيش شيانغ على جيوجيانغ في مايو 1858، ثم على بقية مقاطعة جيانغشي بحلول سبتمبر.
في عام 1859 انضم هونغ رينغان، قريب هونج شيوشيان، إلى متمردي تايبينغ في نانجينغ ومنحه هونج سلطة كبيرة. طور هونغ خطة لتوسيع حدود مملكة تايبينغ المقدسة.
في مايو عام 1860، هزم متمردو تايبينغ القوات الإمبراطورية التي كانت تحاصر نانجينغ منذ عام 1853، ما أقصاها بشكل كامل من المنطقة، وفتح الطريق أمام غزو ناجح لمقاطعتي جيانغسو وزيجيانغ الجنوبيتين، أكثر مناطق إمبراطورية تشينغ ثراء.
نجح متمردو تايبينغ في السيطرة على هانغتشو في 19 مارس 1860، وتشانغتشو في 26 مايو، وسوجو في 2 يونيو إلى الشرق، وبينما كانت قوات تايبينغ مشغولة في جيانغسو، تحركت قوات شيانغ إلى أسفل نهر يانجتسي.

### سقوط مملكة تايبينغ المقدسة
صُدت محاولة للسيطرة على شنغهاي في أغسطس 1860 على يد جيش تشينغ، مدعومةً من ضباط أوروبيين بقيادة فريدريك تاونسند وارد، بمساعدةٍ ودعم استراتيجي محلي من الدبلوماسي الفرنسي ألبرت إيدوارد ليفيو دي كاليغني. عُرف هذا الجيش لاحقًا باسم «الجيش المنتصر دائمًا»، وهو قوة عسكرية متمرسة ومدرّبة جيدًا من جيش تشينغ بقيادة تشارلز جورج غوردون، وكان فيما بعد حجرًا مهمًا في هزيمة متمردي تايبينغ.
في عام 1861، وقت وفاة الإمبراطور شيان فنغ تقريبًا، وصعود الإمبراطور تونغتشي، استولى جيش شيانغ بقيادة تسنغ جوفان على أنكينغ بمساعدة من البحرية البريطانية التي حاصرت المدينة. مع الاقتراب من نهاية عام 1861، أطلق متمردو تايبينغ حملة أخيرة إلى الشرق. استولوا على نينغبو في 9 ديسمبر بسهولة، وحاصروا هانغتشو في 31 ديسمبر 1861، كما حاصروا شنغهاي في يناير عام 1862، ولكنهم لم يتمكنوا من الاستيلاء عليها.
صد «الجيش المنتصر دائمًا» هجومًا آخر على شنغهاي عام 1862، وساعد في الدفاع عن موانئ أخرى مفتوحة للتجارة الأجنبية مثل ميناء نينغبو، التي استعيدت يوم 10 مايو، كما ساعدوا القوات الإمبراطورية في استعادة السيطرة على معاقل التايبينغ على طول نهر يانجتسي.
في عام 1863، سلم شي داكاي نفسه إلى قوات تشينغ بالقرب من تشنغدو عاصمة سيتشوان، وأُعدم عبر تقطيعه ببطئ، وفر بعض أتباعه أو أطلق سراحهم وواصلوا مقاومة قوات تشينغ.

## الجيش

### قوات تايبينغ
كان جيش تايبينج القوة الرئيسية في التمرد، وكان مستوى الانضباط والتعصب فيه مرتفعًا. كانوا يرتدون عادة زيًا موحدًا يتضمن سترات حمراء، وبنطال أزرق، وكانوا يطولون شعرهم، حتى أطلق عليهم لقب «الشعر الطويل» في الصين. في بداية التمرد، ساهمت الأعداد الكبيرة من النساء اللواتي خدمن في جيش تايبينغ في تميزه عن جيوش القرن التاسع عشر الأخرى. لكن بعد عام 1853، لم يعد هناك عدد كبير من النساء في الجيش.